# 1954–1955-ös magyar jégkorongbajnokság
A 18. első osztályú jégkorongbajnokságban hat csapat szerepelt. A megszűnt Postás Keleti játékosainak fele talált magának helyet más csapatokban. A mérkőzéseket 1954. december 7. és 1955. február 15. között rendezték meg a Városligeti Műjégpályán. 1955 januárjában egy hónapig szünetelt a bajnokság a budapesti Műkorcsolyázó Európa-bajnokság eseményei miatt. Ekkor csak a Győr - Bp. Szikra mérkőzést rendezték meg Győrben. Ebben a szezonban mutatkozott be a felnőtt bajnokságban Boróczi Gábor az Építők csapatában, aki később az Újpesti Dózsa és a magyar jégkorong válogatott játékosa, illetve később edzője és kapitánya volt.
A bajnoki címért folyó harc igen kiélezett küzdelmet hozott. Az utolsó játéknap előtt még négy csapatnak éltek a bajnoki reményei. Végül a címvédő Bp. Postás és a Bp. Kinizsi azonos pontszámmal végzett az élen. Közöttük a sorrendet egy mindent eldöntő mérkőzés eredménye határozta meg, amely a rendes játékidőben döntetlent hozott és csak a hosszabbításban tudott a Kinizsi felülkerekedni.

## OB I. 1954–1955
|    | Csapat           | M  | GY | D | V  | GK    | Pont |
| -- | ---------------- | -- | -- | - | -- | ----- | ---- |
| 1. | Bp. Kinizsi      | 10 | 6  | 3 | 1  | 60–25 | 15   |
| 2. | Bp. Postás       | 10 | 7  | 1 | 2  | 68–21 | 15   |
| 3. | Bp. Vörös Meteor | 10 | 6  | 2 | 2  | 66–21 | 14   |
| 4. | Bp. Építők       | 10 | 5  | 2 | 3  | 35–24 | 12   |
| 5. | Bp. Szikra       | 10 | 2  | 0 | 8  | 27–53 | 4    |
| 6. | Győri Vasas      | 10 | 0  | 0 | 10 | 4–116 | 0    |

döntő: Bp. Kinizsi - Bp. Postás  4–2

## A Bp. Kinizsi bajnokcsapata
Ádám András, Bárány István, Gyarmati Dezső, Haléczius János, Kalivoda, Kondorosi Tihamér, Lőrincz Ferenc, Palotás János, Pozsonyi Lajos, Prosbik Andor, Rajkai László, Rancz Sándor, Schneck János, Simon László, Szandelszki, Szende I. János, Talián
Edző: Helmeczi Frigyes